# 阿格罗波利
阿格罗波利是意大利坎帕尼亚大区萨莱诺省的一个镇，面积39平方公里，人口20,610人（2011年）。自新石器時代以來，當地就有人類居住。